# Национално знаме на Ман
Националното знаме на Ман (на манкс: brattagh Vannin) е трискелион, съставено от три бронирани крака със златни разклонения, на червен фон. То е официалният флаг на Ман от 1 декември 1932 г. и се основава на герба на Ман, датиращ от XIII век. Трискелионът е древен символ, използван от микенците и ликийците. Не е известно със сигурност защо символът е приет на остров Ман. Преди приемането му през 1932 г. официалният флаг на остров Ман е бил флагът на Великобритания.